# Julio Samsó
Julio Samsó Moya (* 17. Mai 1942 in Barcelona) ist ein spanischer Wissenschaftshistoriker und Arabist.
Julio Samsó studierte an der Universität Barcelona, an der er Schüler von Juan Vernet war. 1964 erhielt er sein Lizenziat, 1967 wurde er promoviert. Danach schlossen sich Studienaufenthalte in Rabat und Alexandria an. Er war 1974 bis 1976 Professor für arabische Literatur und Sprache an der Universität La Laguna und danach an der Autonomen Universität von Barcelona (ab 1982 als Lehrstuhlinhaber, gleichzeitig an der Universität Barcelona).
Er befasst sich besonders mit Geschichte der Astronomie im Mittelalter Spaniens und der Magrebstaaten.
Er war Vizepräsident der Académie internationale d’histoire des sciences und ab 1988 deren Mitglied. 1995 erhielt er die Koyré-Medaille. 1981 wurde er Mitglied der Real Academia de Buenas Letras de Barcelona. 1986 wurde er korrespondierendes Mitglied der Real Academia de la Historia.

## Schriften
- Las ciencias de los antiguos en al-Andalus, Ed.Mapfre, Madrid 1992, Almeria 2011
- Astronomy and Astrology in al-Andalus and the Maghrib, Ashgate-Variorum, Aldershot, 2007.